# Alor Setar
Alor Setar è una città della Malaysia, capitale dello Stato di Kedah.

## Sport

### Calcio
Principale squadra cittadina è il Kedah, che ha vinto tre edizioni del campionato malaysiano.